# 亚里士多德重力理论

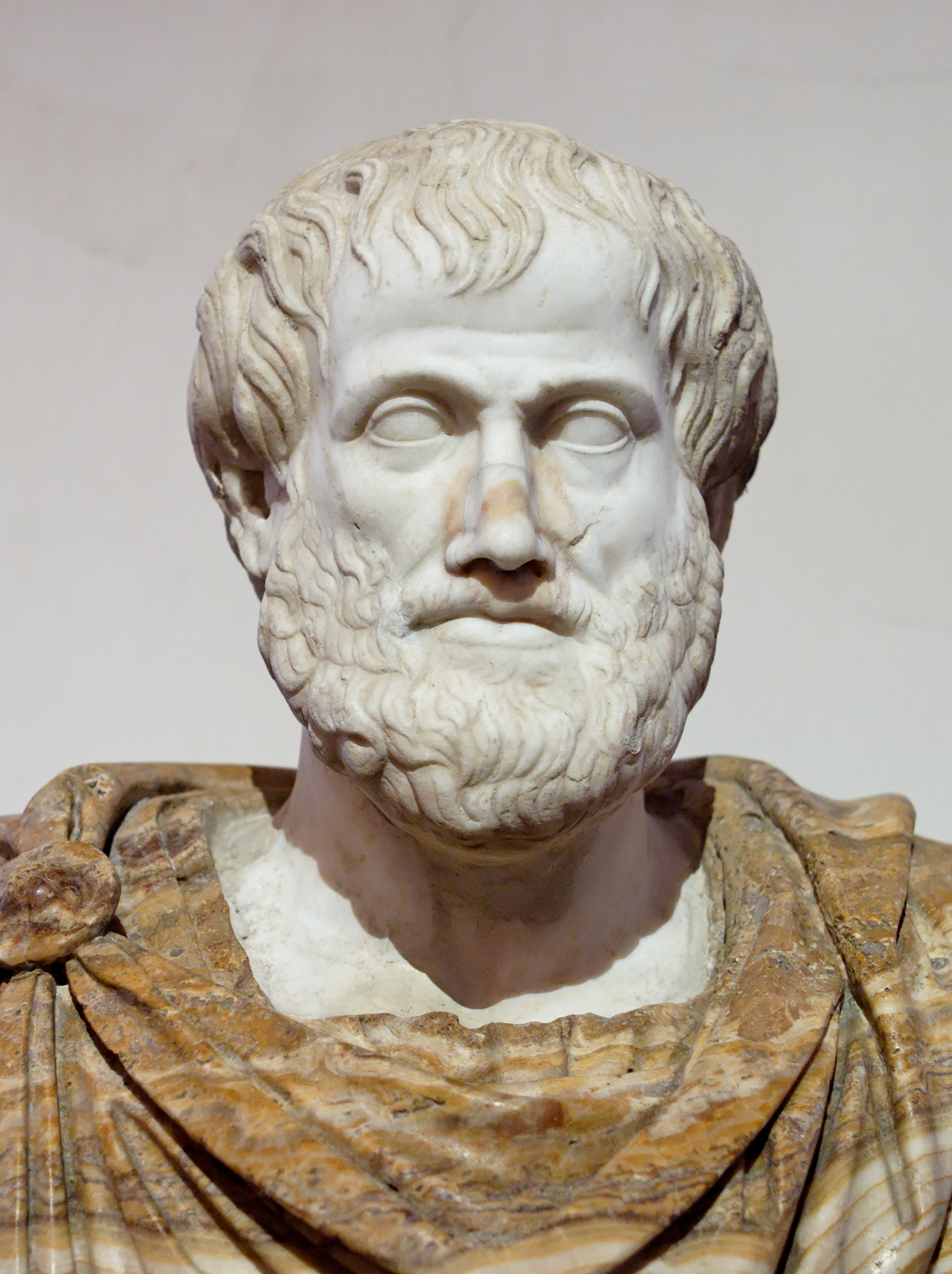
亚里士多德雕塑(罗马复制品)

亚里士多德重力理论基于于力与物体运动之间的关系。他认为，物体的运动速度和其所受外界的合力是成正比，和物体所在运动介质的粘度成反比。

## 对于物体运动的观点
亚里士多德认为，物体的运动速度和其所受外界的合力是成正比（或者是该物体所受的自己本身的重力），并且和物体运动介质的粘度成反比。也就是说运动介质越稀薄，物体的运动速度就越快。

## 对于重力的观点
根据自己的运动理论，亚里士多德提出在真空中，运动的物体可以具有无限的速度。所以他认为，存在于真空周围的物体，会立即填充进来。然而，在天文学中，根据对人类所在星系的观察，事实则是恰恰相反:真空周围的物体往往因为外界物质的引力而远离真空（宇宙环境中，即为周围天体对其的引力），也就是说，离开真空的中心越远，其所受的引力反而越弱。